# Clambus punctulum
Clambus punctulum är en skalbaggsart som först beskrevs av Beck 1817.  Clambus punctulum ingår i släktet Clambus, och familjen dvärgkulbaggar. Arten är reproducerande i Sverige.